# Sozialgericht Koblenz

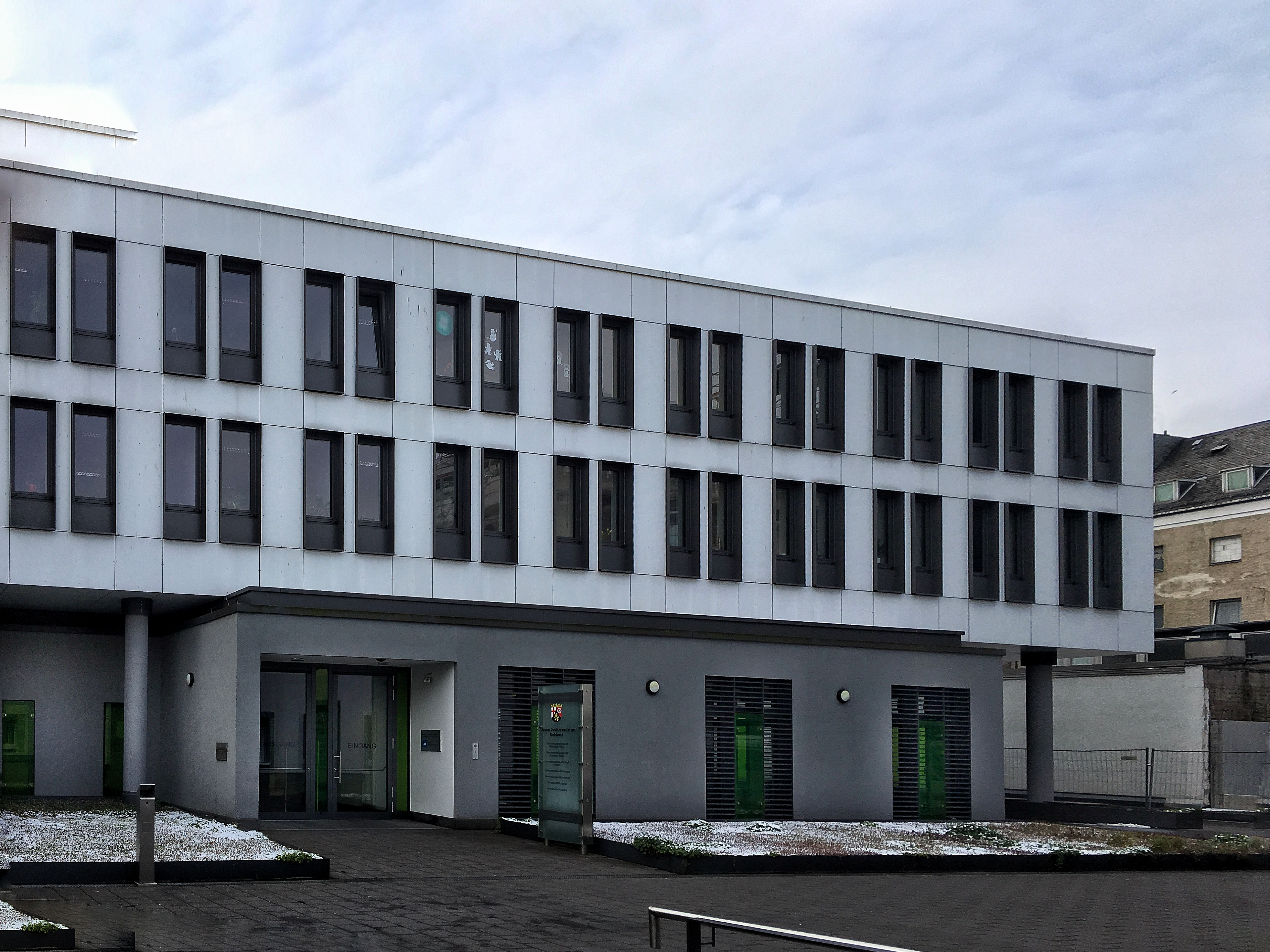
Neues Justizzentrum Koblenz

Das Sozialgericht Koblenz ist ein Gericht der Sozialgerichtsbarkeit. Das Gericht ist eines von vier Sozialgerichten in Rheinland-Pfalz und hat seinen Sitz in Koblenz. Präsident ist seit dem 1. April 2023 Franz Werner Gansen.

## Gerichtsgebäude
In der Deinhardpassage 1 im neuen Justizzentrum befindet sich das Sozialgericht Koblenz.

## Gerichtsbezirk  und übergeordnete Gerichte
Das Sozialgericht Koblenz ist örtlich für die kreisfreie Stadt Koblenz sowie die Landkreise Ahrweiler, Altenkirchen (Westerwald), Birkenfeld, Cochem-Zell, Mayen-Koblenz, Neuwied, den Rhein-Lahn-Kreis, Rhein-Hunsrück-Kreis und Westerwaldkreis zuständig. Die sachliche Zuständigkeit ergibt sich aus dem Sozialgerichtsgesetz.
Auf Landesebene ist das Landessozialgericht Rheinland-Pfalz, in Mainz angesiedelt, das übergeordnete Gericht. Diesem ist wiederum das Bundessozialgericht in Kassel übergeordnet.